# Johannes Jokel

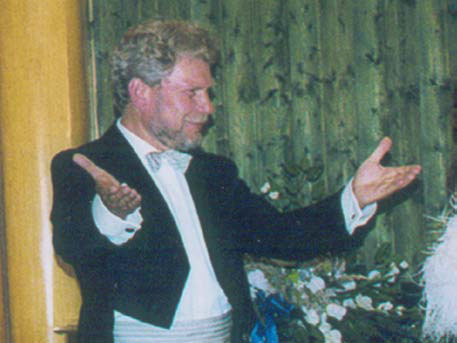
Johannes Jokel (2013)

Johannes Jokel (* in Wien) ist ein österreichischer Opernsänger (Bass).

## Leben
Jokel studierte an der Universität für Musik und darstellende Kunst Wien bei Eugenie Besalla-Ludwig, Esther Réthy, Hilde Zadek und Walter Berry.
Er debütierte als Figaro in Paisiellos Il barbiere di Siviglia an der Wiener Kammeroper. Nach seinem Debüt wurde Johannes Jokel zum 1. Bass bei den Städtischen Bühnen Münster verpflichtet. Später wurde Jokel von Herbert von Karajan zu den Salzburger Festspielen und Osterspielen verpflichtet.
Seither war Johannes Jokel unter anderem am Grand Théâtre de Genève, Maggio Musicale Fiorentino, Opernhaus Graz, Nizza, Danzig, Komische Oper Berlin, Brucknerhaus Linz, Wiener Musikverein und Wiener Konzerthaus, Tonhalle Zürich, Alte Oper Frankfurt, Arena di Verona engagiert.

## Gmundner Festspiele
Johannes Jokel ist der Gründungsmitglied der Gmundner Festwochen. Als Mitbegründer, künstlerischer Leiter und Intendant baute er die Gmundner Festspiele zu einem international geachteten Festival auf.

## Repertoire
Sein Repertoire reicht von der klassischen Oper über Chanson bis hin zu stimmungsvollen Wienerliedern.
Oper:
- Mozart: Papageno, Figaro, Masetto, Leporello, Don Alfonso, Bartolo, Publio, Sprecher, Sarastro, Osmin
- Beethoven: Rocco
- Rossini: Don Basilio
- Gounod: Mephisto
- Verdi: Ferrando, Fiesco, Filippo, Guardiano, Silva, Sparafucile, Procida
- Wagner: Die Meistersinger von Nürnberg, Rienzi

Konzert:
- Barocke Oratorien von Draghi, Carissimi, Cavalieri, Leopold I. u. a.
- Bach: Magnificat
- Haydn: Die Schöpfung, Die Jahreszeiten, Messen
- Mozart: Requiem, Messen, Konzertarien für Bass
- Verdi: Messa da Requiem
- Bruckner: Te Deum, Messen
- Schubert: Winterreise, Schwanengesang, ausgewählte Lieder, Messen
- Loewe: Balladen
- Berlioz: L’enfance du Christ
- Ravel: Trois Chansons à Dulcinée
- Kodály: Háry János

Außerdem beschäftigt sich Johannes Jokel mit Wienerliedern. Sein Album Best of Wienerlied erschien 2015.